# Sejanus: His Fall
(Seiano a Tiberio, Atto II, Scena II)
Seiano e la sua caduta (Sejanus His Fall) è un'opera teatrale di Ben Jonson, messa in scena per la prima volta nel 1603 a corte e nel 1604 al Globe.
L'opera ebbe un riscontro negativo nel pubblico quando andò in scena nel 1604, e Jonson stesso fu accusato di istigamento al papismo ed al tradimento con questo dramma, anche se i capi di accusa non sono noti. 

## Trama
L'azione è a Roma

### Atto I
A Roma, Tiberio è imperatore, ed il suo favorito Seiano sta acquisendo sempre più potere. Tale ascesa politica è mal vissuta da un gruppo di nobili, fra i quali Lucio Arrunzio, Gaio Silio, Tizio Sabino, Cremuzio Cordo ed Asinio Gallo, che rimpiangonoil figliastro di Tiberio Germanico, la quale vedova, Agrippina, capeggia il partito ostile a Seiano, e criticano lo stato immorale di Roma, dove tutti possono tentare la scalata al potere. La scena si apre proprio con un'animata discussione fra Silio e Sabino, alla quale si aggiungono poi Arrunzio e Cordo, sullo stato corrotto ed immorale di Roma. 
Seiano, nel frattempo, ha un abboccamento con Eudemo, medico di Livia, moglie del figlio di Tiberio ed erede al trono Druso Senior. Seiano si accorda col medico, affinché gli faccia ottenere un incontro con Livia nei suoi giardini. Seiano ha infatti intenzione di circuire la moglie dell'erede e convincerla ad aiutarlo ad uccidere il marito. Infatti, Seiano intende raggiungere il potere assoluto, e deve sbarazzarsi di tutti i suoi rivali, a partire, dunque, proprio dall'attuale erede. 
Poco dopo, Tiberio fa un'uscita pubblica assieme ad un gruppo di attendenti e suo figlio, che mal soffre l'ascesa di Seiano, geloso degli onori tributati al favorito, come delle statue nel Teatro di Pompeo. Il suo astio è tale che arriva a colpire pubblicamente Seiano con uno schiaffo, ed il favorito giura vendetta. 

### Atto II
Seiano si incontra con Livia nei giardini di Eudemo, ed i tre si accordano per avvelenare Druso con un veleno lento che faccia sembrare che l'erede sia morto di malattia. Decidono che a somministrare il filtro sarà Ligdo, coppiere di Druso e da lui amato. Per renderlo fedele alla causa, Seiano decide di unirlo a sé con stupro. Dopodiché, Seiano si reca a palazzo, poiché chiamato da Tiberio stesso.
Negli appartamenti imperiali, Tiberio svela al favorito che è molto timoroso, ma Seiano lo istiga ad assumere una forma di governo tirannica, dopodiché indica in Agrippina ed il suo gruppo un pericolo per lo Stato, che va eliminato. I due decidono di colpire per primi Gaio Silio e Cremuzio Cordo. Appena Tiberio parte, giunge Giulio Postumo, mandato a casa di Agrippina come spia, che dice al favorito che la donna ed i suoi stanno diventando circospetti e cauti. Seiano, dunque, per aumentare la rabbia di Tiberio nei confronti di Agrippina, decide di mandare Postumo a parlare con l'Augusta, madre di Tiberio, e avvisarla del pericolo di Agrippina, di modo che la madre possa esercitare un'influenza negativa sul figlio.
Mentre Silio si trova con sua moglie Sosia a casa di Agrippina, Druso Junior, uno dei figli di Agrippina, avvisa la madre e gli altri che Druso Senior sta morendo, e che il Senato si sta incontrando. Silio decide di andare a controllare nella Curia, intuendo la colpevolezza di Seiano nella malattia di Druso Senior.

### Atto III
In Senato, Tiberio dichiare come due nuovi eredi, dopo la morte del figlio, Nerone e Druso Cesare, figli di Agrippina e Germanico. Dopodiché, il console Varrone, al soldo di Seiano, accusa Gaio Silio di aver patteggiato col ribelle Sacroviro. Silio sfugge all'infamante condanna, ormai certa, suicidandosi nella Curia stessa. Poco dopo due clienti di Seiano, Natta e Secondo, portano in Senato Cremuzio Cordo, accusandolo di lesa maestà per aver elogiato Cassio e Bruto in una sua opera annalistica. Cordo prova a difendersi, ma è portato via col giudizio sospeso. I suoi libri, intanto, verranno fatti bruciare.
Tiberio e Seiano gioiscono delle due condanne, ed il favorito, in luce di questi successi, chiede a Tiberio di poter sposare Livia: un altro passo nella sua scalata al potere. Ma Tiberio, pur elogiando il suo ministro, rifiuta, promettendo però qualcosa per il futuro. 
Solo, Tiberio incomincia a dubitare della fedeltà di Seiano, e decide di ritirarsi a Sperlonga, mandando come spia a tener sott'occhio Seiano Macrone, un ufficiale pretoriano.

### Atto IV
Agrippina è furente e si sente perseguitata da Tiberio, e Gallo, uno dei suoi, prova invano a suggerigli di ricorrere all'adulazione per essere salva. Poco dopo giungono Nerone, Druso Junior e Caligola, terzo figlio di Agrippina, che annunciano il ritorno da Sperlonga di Seiano, che era andato con l'imperatore, e che, avendo il favorito salvato la vita all'imperatore da una caverna in crollo, ora Seiano è al massimo nelle grazie dell'imperatore. Inoltre, i tre informano la madre dello spostamento di Tiberio a Capri.
Laziare, uno dei clienti di Seiano, con la complicità di altri due senatori, istiga Sabino, di cui è cugino, a criticare Seiano e Tiberio, per poi imputarlo di lesa maestà e condannarlo a morte.
Macrone riceve nel frattempo l'ordina di trasferire Caligola a Capri, dopo che Agrippina, Nerone e Druso Junior sono stati tutti processati e confinati. 
Intanto Lucio Arrunzio si lamenta con Lepido dello stato di terrore a Roma, quando vede dei clienti di Seiano preoccupati per delle lettere di Tiberio, alcune delle quali elogiano il favorito, ed altre lo criticano. Si prepara la caduta del favorito.

### Atto V
Seiano gioisce, perché ormai è all'apice del potere. Improvvisamente irrompono alcuni dei suoi clienti, che gli parlano di vari fenomeni minacciosi. Il favorito decide di compiere un nuovo sacrificio alla Fortuna per tranquillizzare i suoi alleati.
Macrone ha intanto un abboccamento col console Regolo e con Lacone, il prefetto dei vigili. Al console Regolo, Macrone dice di far riunire il Senato nel tempio di Apollo; a Lacone, di dar supporto con le sue milizie per l'operazione che porterà alla caduta di Seiano.
Il favorito, intanto, riceve altri oscuri presagi, ed il suo sacrificio aumenta la sua ansia, dato che la statua della Fortuna, alla quale faceva libagioni, si gira e rifiuta i sacrifici. Tuttavia, poco dopo, apprende da Macrone che Tiberio ha intenzione di conferirgli la potestà tribunizia, il che vuol dire farlo suo erede. 
Nel tempio di Apollo, viene letta la lettera che Seiano crede gli conferisca la potestà tribunizia, invece contiene la richiesta di arrestare Seiano. Il favorito è giocato dall'imperatore che credeva di manipolare, e viene trascinato via verso la sua condanna. Arrunzio, Lepido e Terenzio, un altro amico di Seiano ma estraneo ai suoi intrighi, commentano con amarezza che Macrone sostituirà Seiano nel ruolo di favorito, e che non ci sarà un futuro migliore per Roma, mentre Seiano viene fatto a pezzi dal popolo, i suoi figli uccisi, i suoi amici condannati.

## Storia delle rappresentazioni
La tragedia venne rappresentata per la prima volta dai King's Men nel 1603 a corte. La prima esecuzione pubblica risale ad un anno dopo, al Globe Theatre. Mente non si conosce il riscontro della prima esecuzione, si sa che nella seconda il favore del pubblico fu talmente basso che la compagnia stessa fu fischiata finché non ha lasciato il palcoscenico.
Gli attori principali riportati nella versione in-folio pubblicata da Jonson nel 1616 sono, scritti in quest'ordine, Richard Burbage, Augustine Philips, William Sly, John Lowin, William Shakespeare, John Hemigens, Henry Condell e Alexander Cooke. Non c'è scritto chi interpreti quale personaggio, e nel corso degli anni sono state avanzate alcune ipotesi. Alcuni hanno preso come modello la lista dei personaggi di lavori precedenti a Sejanus, ma così facendo risulterebbe che gli attori sopra elencati avrebbero interpretato ruoli piccoli come Varrone o Caligola, e non ruoli più preponderanti come Eudemo o Livia. David Grote, sebbene ritenga che la lista in-folio mischi due diverse rappresentazioni, dato che Lowin non era dei King's Men all'epoca della prima rappresentazione, ha cercato di identificare i ruoli. Burbage avrebbe interpretato Seiano, e su ciò c'è un largo consenso anche da altre fonti; Silio sarebbe stato interpretato da Hemigens; Condell, esperto di ruoli militari, avrebbe interpretato Macrone; Shakespeare probabilmente interpretò Tiberio, e ciò ci è suggerito da John Davies of Hereford che ci dice che Shakespeare aveva interpretato 'una parte reale'; Philips, dalle grandi capacità retoriche, sarebbe invece stato adatto per il ruolo di Arrunzio, di discreta grandezza (il terzo in quantità di versi dopo Seiano e Tiberio).
Nel 1928, la tragedia andò in scena all'Holborn Empire per opera di William Poel, che di norma era una sala per concerti. Sebbene questa rappresentazione, rappresentata con costumi elisabettiani, non ravvivò l'interesse nel testo, fu acclamata dai critici. Gli attori principali erano D.A. Clarke-Smith nel ruolo di Seiano, Roy Byford nel ruolo di Tiberio e Robert Speaight nel ruolo di Arrunzio.
La ripresa più significativa degli ultimi tempi del dramma risale al 2005, quando fu rappresentata nello Swan di Stratford, nel People's Theatre a Newcastle e nei Trafalgar Studios a Londra dalla Royal Shakespeare Company. Accolta dai critici con entusiasmo, la versione tagliava gran parte dei personaggi (specialmente fra il seguito di Seiano), e aveva fra gli attori principali William Houston come Seiano, Barry Stanton come Tiberio e James Hayes come Sabino.

## Accuse di papismo e tradimento
Come Jonson stesso dice al suo amico William Drummond, Henry Howard citò in giudizio Jonson per 'papismo e tradimento' per Sejanus davanti al Consiglio privato di sua maestà. Non si sa cosa portò all'accusa, né quando fu fatta, ma probabilmente Jonson non subì condanne.
Secondo alcuni, ciò che provocò al reazione di Howard fu il fatto che l'ascesa e la caduta di Seiano fu percepita come un rimando a Robert Devereux, II conte d'Essex, il favorito di Elisabetta I arrestato e condannato a morte pochi anni prima. Un'altra teoria, invece, vede come parallelo reale del dramma il processo imputato a Walter Raleigh, sospettato di coinvolgimento nella Main Plot.